# Сан-Жуан-де-Лоре і Фроссуш
Сан-Жуа́н-де-Ло́ре і Фро́ссуш (порт. São João de Loure e Frossos; МФА: [ˈˈsɐ̃w ʒu.ˈɐ̃w dɨ ˈɫo.ɾɨ i ˈfɾo.suʃ]) — парафія в Португалії, в муніципалітеті Албергарія-а-Веля. Складова округу Авейру.  Входить до регіону Центр. За старим адміністративним поділом, що був чинним до 1976 року, територія парафії належала провінції Берегова Бейра. Заснована 28 січня 2013 року. Площа парафії — 18,18 км², населення — 2896 ос. (2011), густота населення — 159,3 осіб/км²
. Патрон — Іван Хреститель і святий Пелагій. Поштовий індекс — 3850. Код  — 010210.
```
Сформована із колишніх парафій 
Сан-Жуан-де-Лоре
 і 
Фроссуш
.
```

## Географія

Албергарія-а-Веля (2013)
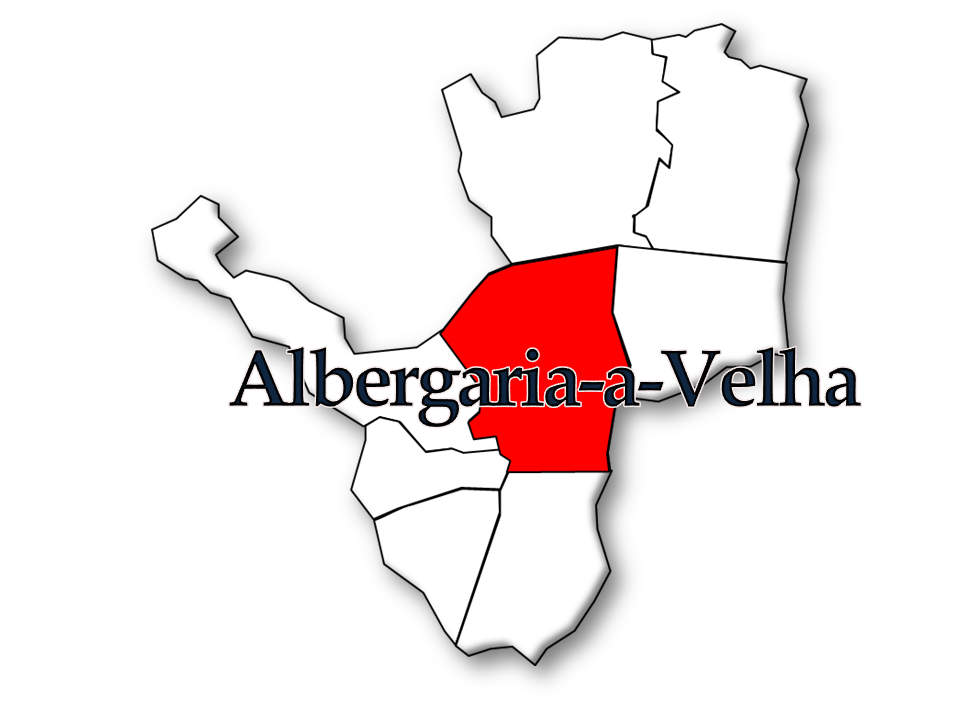
Албергарія-а-Веля
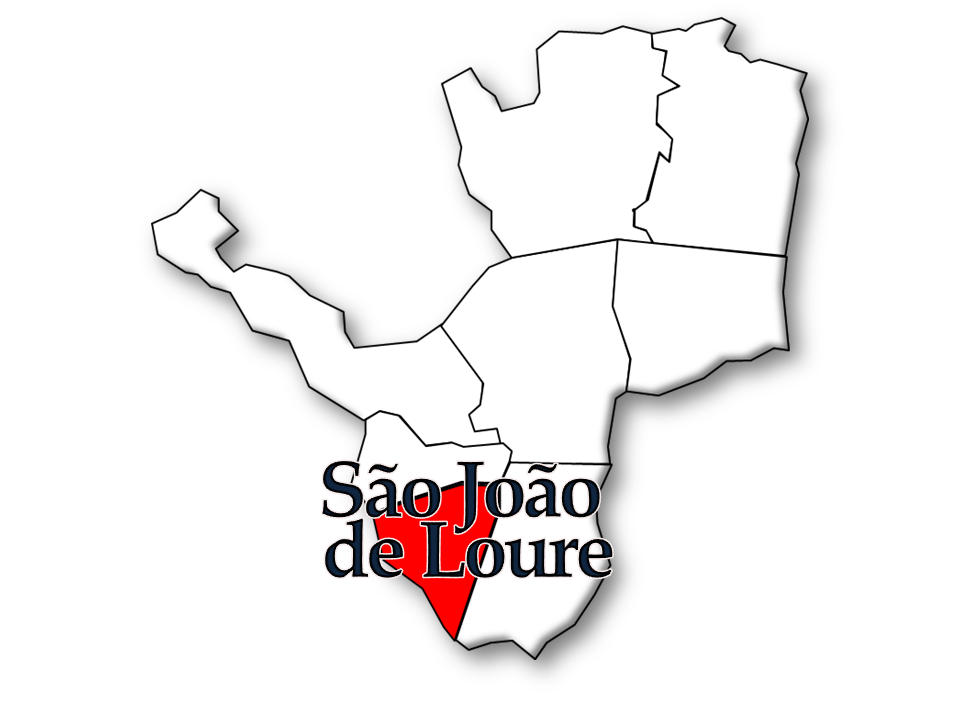
Сан-Жуан-де-Лоре
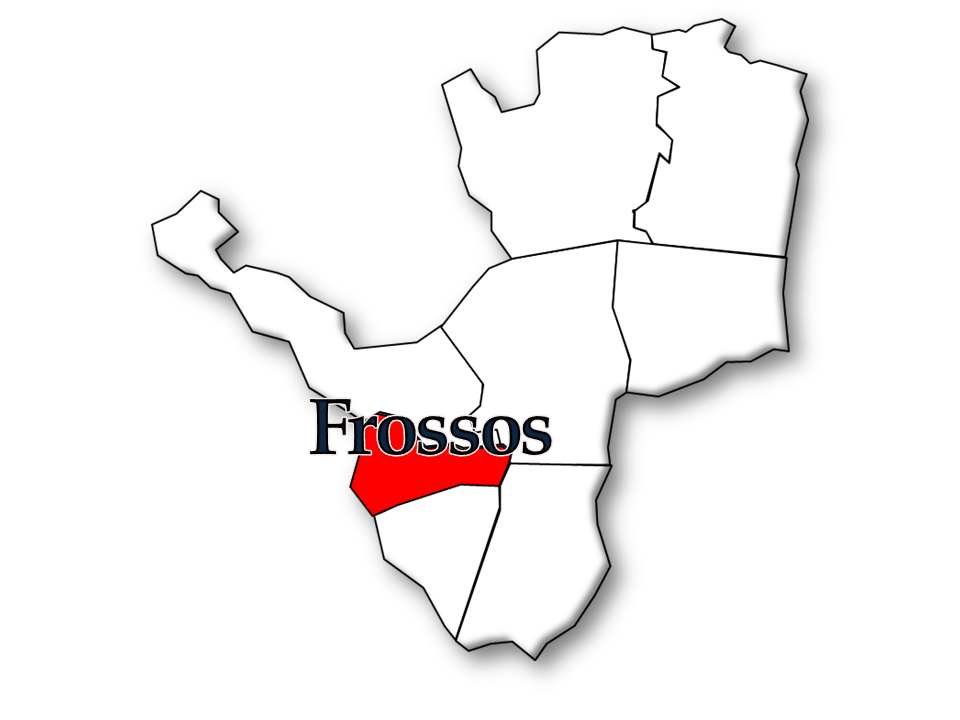
Фроссуш

## Населення
| 2011 |
| 2896 |